# Ajuuraan
Ajuuraan o Ajuran, somali: Dawladdii Ajuuraan i en àrab: الدولة الأجورانيون , també mencionat com a Sultanat d'Ajuuraan, fou una dinastia que va governar la vall del riu Shabelle (Shabeelle) després del segle xiv fins al segle xviii. El seu estat fou també conegut com a Sultanat de Qalafo encara que la seva possessió més important fou durant molt de temps Hobyo.
Dominava el comerç de l'Oceà Índic. Pertanyien al sultanat musulmà somali que va governar gran part del Banya d'Àfrica a la Edat Mitjana. El poble ajuren a través d'una forta administració centralitzada i una postura militar agressiva cap als invasors, el Sultanat d'Ajuran va resistir amb èxit una invasió  oromo des de l'oest i una incursió portuguesa des de l'est durant les guerres de Gauran Madow i Ajuran-portuguesa. Les rutes comercials que daten dels períodes medievals antics i primerencs de l'empresa marítima somali es van enfortir o restablir i el comerç exterior i el comerç a les províncies costaneres van florir amb vaixells que navegaven i venien de gran quantitat de regnes i imperis de Àsia oriental, sud d'Àsia, sud-est Àsia, Europa, Orient Mitjà, Àfrica del Nord i Àfrica oriental.

## Ubicació
L'esfera d'influència del Sultanat Ajuran a la Banya d'Àfrica va ser la més gran de la regió. El sultanat cobria gran part del sud de Somàlia i l'est de Etiòpia, amb el seu domini que es estén des de Hobyo al nord, fins a Qelafo a l'oest i fins a Kismayo pel sud. Arribava a la costa fins a Mogadiscio i a l'interior fins a Qalafo (entre Qalaafo, actualment a Etiòpia, i Buur Unkur). Era un estat de base pastoral que va assolir un bon nivell de centralització, i va ser més poderós que les repúbliques costaneres de Mogadishu, Merka i Baraawe combinades.
Les restes arqueològiques deixen suposar que Hobyo fou un centre comercial important a partir del segle xv. Els soldans de Qalaafo van constituir l'estat al segle xv i es van valer del port d'Hobyo per les exportacions. Fins al 1698 els soldans comerciaven amb els portuguesos sota la influència dels quals es pot dir que estaven; Hobyo era una mena de república mercantil sota dependència del sultà. Després de 1698 els omanites van establir el seu protectorat sobre Hobyo i altres punts de la costa de Benadir.
Les taxes pel comerç que els soldans recollien i manejaven a través d'Hobyo els donaven riquesa i sovint també poder. Els productes de l'interior no solament s'exportaven sinó que abastien a les ciutats de la costa, que consumien més del que produïen. El soldà cobrava taxes als seus súbdits que en la major part es pagaven amb melca (mill francès, en somali durr) i faves que era la base alimentaria de la població (productes que pagaven el pagesos) i la resta en animals com camells i ramats de cabres i ovelles (així ho pagaven els ramaders nòmades). Els ramats, el cuiro, les pells, les fustes i les plantes aromàtiques s'exportaven pel port d'Hobyo i l'arròs i la roba s'importaven pel mateix lloc; productes tèxtils, metalls preciosos i perles eren part dels articles de luxe. Els mariners d'Hobyo eren grans navegants que aprofitant els vents dels monsons recorrien la costa africana oriental (algunes vegades comerciaven amb esclaus) i anaven fins a la península aràbiga i la India. A Hobyo arribava tot el comerç que transitava per la vall del Shabelle, donant una gran activitat comercial a la ciutat.
Els Ajuuraan eren aliats dels soldans de Mogadiscio, que eren musulmans probablement d'origen àrab o persa. El tràfic comercial entre Hobyo i la costa de Benadir va florir entre el segle xvi i el XVII. No se saben les causes de la decadència del soldanat però generalment s'associen a la revolta dels xeics dels clans hawiye contra els Ajuuraan. Moltes construccions d'Hobya van quedar llavors en ruïnes, algunes de les quals encara es conserven.
La zona de la costa d'Hobyo va passar sota autoritat d'Oman que després de la batalla de Mombasa el 1698 va expulsar dels seus assentaments de la costa del Benadir als portuguesos. Governadors omanites es van instal·lar a Mogadishu, Merka, i Baraawe, encara que el seu paper era simbòlic i en els afers interns aquestes ciutats van conservar plena independència excepte en els moments en què la sobirania omanita es va posar en qüestió, quan van exercir forta repressió. Des de vers la meitat del segle xviii fins al 1878 Hobyo va guanyar fama per ser el port on es proveïa d'aigua als vaixells.
Al mateix temps el poder dels otomans s'anava estenent per la zona i caids somalis sota sobirania otomana foren nomenats a alguns punts de la costa somali. El 1728 el darrer fortí portuguès fou conquerit i els otomans van reclamar la completa sobirania sobre el corn d'Àfrica. La sobirania otomana fou suau, amb un jutge otomà que actuava com a jutge suprem i sense interferir en els afers interns. A la meitat del segle xix la sobirania otomana era quasi inexistent. Des de vers la meitat del segle xviii fins al 1878 Hobyo va guanyar fama per ser el port on es proveïa d'aigua als vaixells.
Més a l'interior, els xeics hawiye es van revoltar contra el soldà i van establir un nou soldanat anomenat soldanat d'Hiraab (del nom d'un subclan dels hawiye) dirigit per un imam, i que fou l'estat dels clans hawiye. Hiraab estava dirigit per dos poders; els imams, del grup abgaal, i els faquis i cadis del grup sheeqaal de la confederació de clans Dir; l'exèrcit corresponia als habar gidir o dudubles. Durant un segle el poder dels soldans Ajuuraan de Qalafo, mancats del port d'Hobyo, es va enfonsar. Al final del segle xvii la pressió combinada dels nòmades i discòrdies internes, va desintegrar el soldanat. Els ajuuraan van conservar una autoritat local molt limitada a Qalafo, basada en lleialtats personals (fins que Qalafo va passar als abissinis al començament del segle XX). Quant al soldanat d'Hiraab el seu ascens no va durar gaire i al començament del segle xviii l'imam ja s'havia establert a Mogadiscio i la seva autoritat sobre Hobyo era llunyana i dèbil. Al segle xviii va sorgir com a nou poder el sultanat de Geledi, centrat a la ciutat de Geledi (moderna Afgooye) i que va governar el baix Shabelle. Les restes del poder d'Hiraab (hawiye) i del govern dependent nominalment dels otomans o dels zanzibarites a Hobyo foren fàcilment dominades per un príncep dels majeerteen, Yusuf Ali, el 1878, el qual va establir el sultanat d'Hobyo.
El 3 de març de 1915 les forces aliades dels italians, el soldà de Mudug, i les forces de l'antiga dinastia Ajuuraan, van iniciar una ofensiva a Hiraan contra els daraawiish. Les forces dels Ajuuraan van sortir de Qalafo (Qallaafe) i estaven dirigides pel boqor Olol Diinle, sobirà hereditari dels Ajuuraan. La fortalesa de Beledweyne fou assetjada i bombardejada tres dies i mig sense èxit; quan un dels grans canons italians fou destruït, els atacants es van desmoralitzar i es van retirar ràpidament.

## Economia

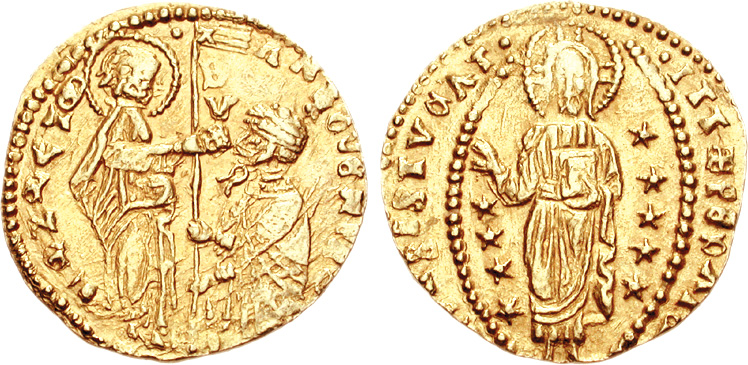
Mogadiscio va importar valuoses monedes de lluentons d'or de l'Imperi venecià a Europa

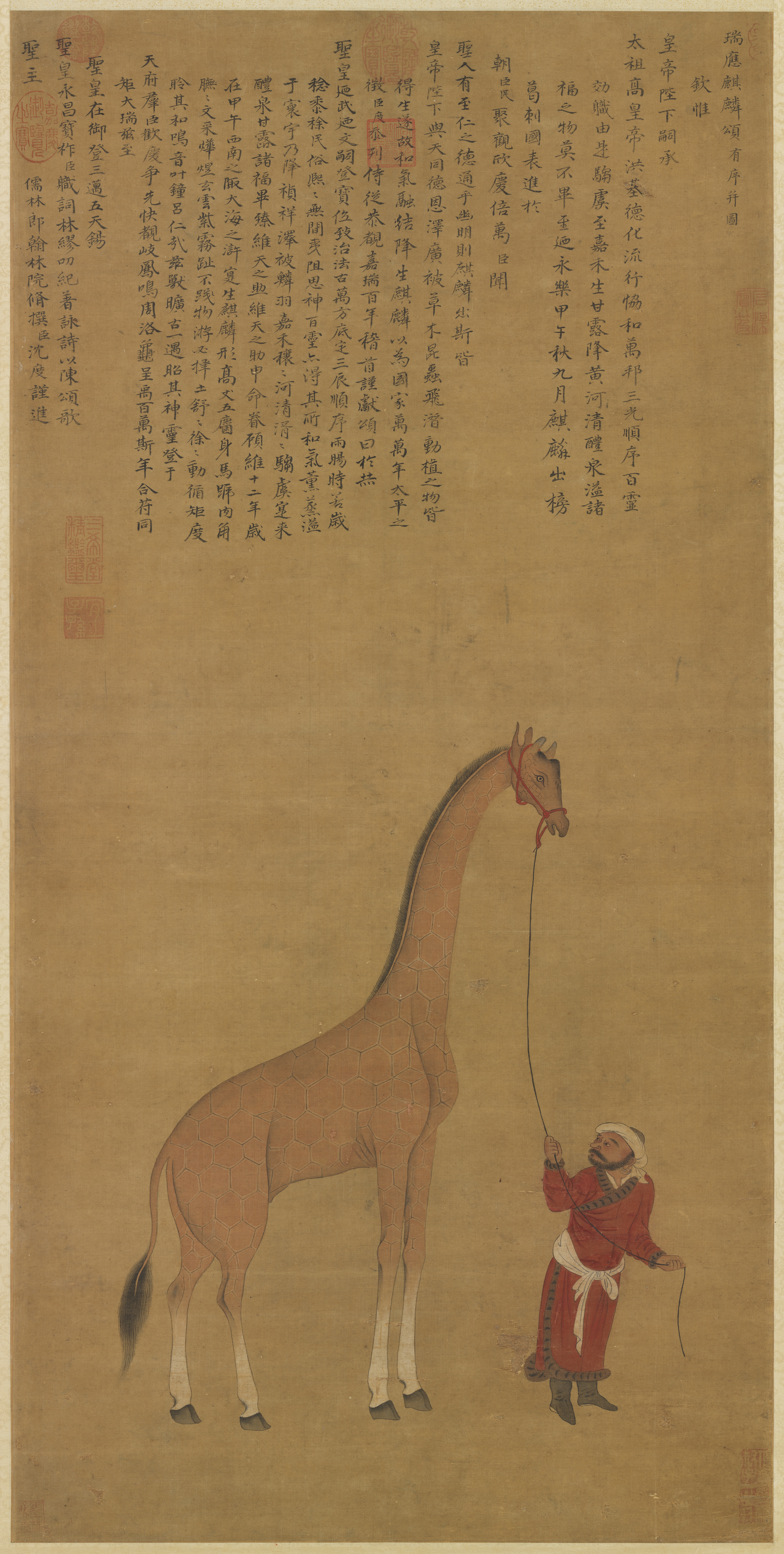
L'Imperi Ajuuraan va mantenir llaços comercials amb la dinastia Ming i altres regnes

El Sultanat de Ajuuraan es va basar en l'agricultura, els impostos i el comerç per a la majoria dels seus ingressos. Les principals ciutats agrícoles es trobaven en els rius Shebelle i Jubba, inclosos el Bardera i l'Afgooye. Situat a l'encreuament d'algunes de les rutes comercials medievals més concorregudes, Ajuuraan i les seves ciutats portuàries costaneres van participar activament en el comerç d'or d'Àfrica Oriental, el comerç de la Ruta de la Seda, el comerç en l'Oceà Índic i les empreses comercials en l'est d'Àsia.
El Sultanat Ajuuraan també va encunyar la seva pròpia moneda Ajuuraan. A la província costanera de Banaadir s'han trobat moltes monedes de bronze antigues inscrites amb els noms dels sultans d'Ajuuraan, a més de peces de governants musulmans del sud d'Aràbia i Pèrsia. A més, s'han trobat monedes de Mogadiscio als Unió dels Emirats Àrabs a Orient Pròxim. Les rutes de comerç que daten dels períodes medievals antics i primerencs de l'empresa marítima somalis es van enfortir o van restablir, i el comerç exterior i el comerç a les províncies costaneres van florir amb vaixells que navegaven i venien d'una miríada de regnes i imperis a Àsia Oriental, Àsia del Sud, Sud-est Asiàtic, Europa, Mig Orient, Àfrica del Nord i Àfrica Oriental. Mitjançant l'ús d'embarcacions comercials, brúixoles, múltiples ciutats portuàries, cases de llums i altres tecnologies, els comerciants del Sultanat d'Ajuuraan van fer grans negocis amb els comerciants dels següents estats:
| Països comercials a Àsia           | Importacions               | Exportacions                     |
| ---------------------------------- | -------------------------- | -------------------------------- |
| Dinastia Ming                      | celadó i els seus derivats | cavalls, animals exòtics i ivori |
| Imperi mogol                       | teixits i espècies         | or, cera i fusta                 |
| Dinastia Lê                        | Herro i espècies           | or, cultius i cavalls            |
| Sultanat de Bengala                | ambre gris i porcellana    | ovelles, cavalls i teixits       |
| Sultanat de Malaca                 | ambre gris i porcellana    | tela i or                        |
| Regne d'Ayutthaya                  | cauies i espècies          | mosquets, teixits i ovelles      |
| Maldive Islands                    | cauies                     | mesc i ovelles                   |
| Regne de Jaffna                    | cinamom                    | roba i ovelless                  |
| Països comercials a l'Orient Mitjà |                            |                                  |
| Imperi otomà                       | mosquets and canons        | tèxtils                          |
| Safavid Persian Empire             | tèxtils i fruites          | gra i fusta                      |
| Oman Imamate                       | ferro i silva              | tèxtils, cavalls i cultius       |
| Països comercials a Europa         |                            |                                  |
| Imperi portuguès                   | or                         | teles                            |
| Imperi vanecià                     | lluentons                  | espasas i escuts                 |
| Imperi espanyol                    | –                          | –                                |
| Imperi alemany                     | –                          | –                                |
| Països comercials a Àfrica         |                            |                                  |
| Sultanat Mamluk                    | or i armadures             | tèxtils, camells i gra           |
| Sultanat d'Adel                    | –                          | –                                |
| Imperi etíop                       | or i ramaderia             | teles i cabras                   |
| Sultanate Swahili                  | –                          | –                                |
| Greater Zimbabwe                   | or and esclaus             | teles, espècies i cavalls        |
| Kitara Empire                      | esclaus i ivori            | fusta i joies                    |
| Monomopata                         | or i ivori                 | espècies i teles                 |
| Merina Kingdom                     | –                          | –                                |

## Ciutats principals

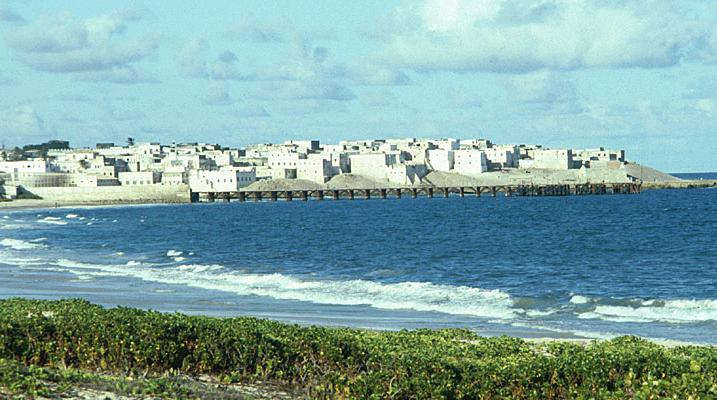
Ciutat medieval de Barawa

La població del Regne Ajuuraan en aquella època era enorme i estable. L'Estat d'Ajuuraan va ser un influent regne somalí que va dominar moltes ciutats i pobles del centre i sud de Somàlia i l'est de Etiòpia durant la Edat Mitjana. Amb la caiguda del Sultanat, diversos d'aquests assentaments van continuar prosperant i es van convertir finalment a les principals ciutats de l'actual Somàlia. Algunes d'aquestes ciutats i pobles també van ser abandonades o destruïdes:

### Capital
- Mogadiscio (ciutat portuària i capital actual de Somàlia)

### Ciutats portuàries
- Marka (ciutat portuària a la regió de Lower Shebelle de Somàlia)
- Hobyo (ciutat portuària a la regió de Mudug de Somàlia)
- Kismayo (ciutat portuària a la regió de Lower Juba de Somàlia)
- Barawa (ciutat portuària a la regió de Lower Shebelle de Somàlia)
- Warsheikh (ciutat portuària a la regió de Shebelle Mitjà de Somàlia)
- Mareeg (ciutat a la regió de Galguduud de Somàlia)

### Ciutats agrícoles
- Qelafo (ciutat a la regió somali d'Etiòpia)
- Afgooye (ciutat a la regió de Lower Shebelle de Somàlia)
- Beledweyne (una ciutat a la regió de Hiran de Somàlia)
- Baidoa (una ciutat a la regió de la Badia de Somàlia)
- Bardheere (una ciutat a la regió de Gedo de Somàlia)
- Jowhar (una ciutat a la regió de Shebelle Mitjà de Somàlia)
- Luuq (una ciutat a la regió de Gedo de Somàlia)
- Hudur (una ciutat a la regió de Bakool de Somàlia)
- Jilib (una ciutat a la regió de Juba Mitjà de Somàlia)

### Altres ciutats
- El Buur (una ciutat a la regió de Galguduud de Somàlia)
- Dhusamareb (una ciutat a Galguduud)
- Gondershe (abandonada, però ara un lloc popular d'atracció turística)
- Hannassa (abandonada)
- Ras Bar Balla (abandonada)

## Declivi i estats successors
El sultanat d'Ajuran va disminuir lentament en el poder a la fi del segle xvii el que va aplanar el camí per a l'ascens de nous poders somalis. Els revessos més importants contra l'estat van ser l'enderrocament de la capital, Mogadiscio i altres ciutats costaneres, per part del rei Hawiye Hiraab, i la derrota del Regne Silis per un exgeneral d'Ajuran, Ibrahim Adeer, a l'interior de l'estat que després va establir la dinastia Gobroon. La tributació i la pràctica de primae noctis van ser els principals catalitzadors de les revoltes contra els governants d'Ajuran. La pèrdua de ciutats portuàries i granges fèrtils va fer que els rebels perdessin les fonts d'ingressos que tant necessitaven.